# Dacia Pick-up
Dacia Pick-up est une gamme d'automobiles lancée en 1975 par le constructeur roumain Dacia.
La gamme des pick-ups dérivés de la Renault 12 produite sous licence par Dacia est composée de nombreuses appellations.
Ainsi, on trouve le 1304 et le 1307, le nom variant selon la carrosserie.
Les variantes diffèrent selon la taille de la benne, le nombre de portes et la cabine proposée. Tout d'abord, il existe le 1304 Pick-up que l'on peut considérer comme le modèle de base. Ensuite, le 1307 King Cab possède une cabine plus grande avec une banquette arrière. Plus haut en gamme, le 1307 Double Cab avec quatre portes permet un accès plus facile aux places arrière. Plus marginal, le Dacia 1305 Drop-Side, qui ressemble au pick-up, est un plateau-ridelles.
Le Dacia Pick-up a été arrêté en janvier 2007.

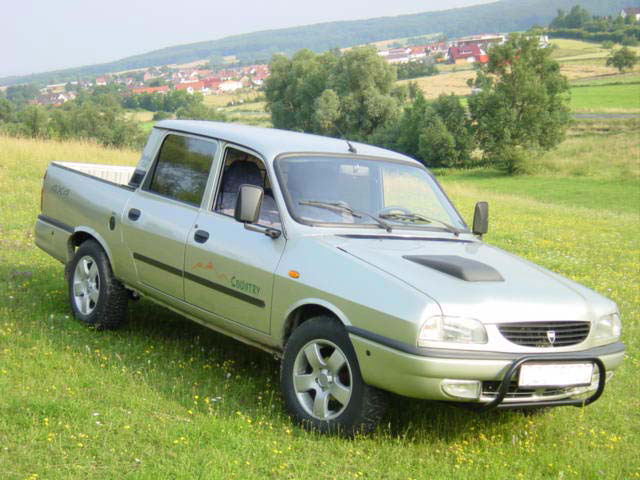
L’un des derniers pick-up sur base de 1300.